# Friuli Latisana Pinot bianco
Il Friuli Latisana Pinot bianco è un vino DOC la cui produzione è consentita nella provincia di Udine.

## Caratteristiche organolettiche
- colore: da paglierino chiaro a giallo dorato.
- odore: delicato, caratteristico.
- sapore: morbido, caratteristico.

## Abbinamenti consigliati
Consigliato con pesci da portata e carni bianche.

## Produzione
Provincia, stagione, volume in ettolitri
- Udine  (1990/91)  831,36
- Udine  (1991/92)  930,01
- Udine  (1992/93)  1352,58
- Udine  (1993/94)  974,93
- Udine  (1994/95)  952,63
- Udine  (1995/96)  810,15
- Udine  (1996/97)  1053,92